# Dassault Mirage IIIV
Dassault Mirage IIIV je bilo eksperimentalno lovsko letalo z vertikalnim vzletom in pristankom (VTOL), ki so ga zasnovali pri francoskem Dassault v srednih 1960-ih. Mirage IIIV je razvit na podlagi predhodnika Dassault Balzac V in Dassault Mirage III. Mirage IIIV ima en glavni turboventilatorski motor in osem majhnih turboreaktivnih Rolls-Royce RB162 za vertikalen let. Zgradili so dva prototipa. 
Za NATOv razpis VTOL lovca so različni proizvajalci predstavil koncepte: Mirage IIIV, Fokker-Republic D.24 Alliance, BAC 584 in Hawker P.1154. 

## Specifikacije (Mirage IIIV-01)
Podatki iz Jackson
Splošne karakteristike
- Posadka: 1
- Dolžina: 18 m (59 ft 5 in)
- Razpon kril: 8,72 m (28 ft 7 in)
- Višina: 5,55 m (18 ft 2 in)
- Naložena teža: 12000 kg (26455 lb)
- Pogon letala:
  - 1 × Snecma TF104B turbofan, 4725 kg (19842 lb)
  - 8 × Rolls-Royce RB162 turboreaktivni motorji, 2000 kg (4409 lb)   vsak

 Zmogljivost 
- Maks. hitrost: Mach 2,04